# スターリング・シャープ
スターリング・シャープ（Sterling Sharpe, 1965年4月6日 - ）は、アメリカ合衆国フロリダ州フォートローダーデール出身のアメリカンフットボールの元選手・解説者。現役時のポジションはワイドレシーバー。弟は、2011年にプロフットボール殿堂入りしたシャノン・シャープ。
1988年のNFLドラフトでグリーンベイ・パッカーズから1巡目全体7位で指名されてNFL入りした。1年目から全試合に出場し、2年目の1989年シーズンにはレシーブ数1位となり、オールプロ第1チーム、プロボウルに選出されるなど、リーグを代表するワイドレシーバーとなった。1992年シーズンにQBブレット・ファーブがアトランタ・ファルコンズから移籍してチームに合流すると、レシーブ数、レシーブヤード、レシーブTDの3部門で1位となり、全盛期を迎えた。
しかし、シャープは、1994年シーズン第16週の試合中に首を負傷をして途中退場した。翌週の試合に出場したが、シーズン終了後の検査で、首の負傷が重大なものであり、現役継続にはリスクの高い手術が必要であることが判明した。シャープは現役続行を諦め、リーグ1位となる自己最高の18タッチダウンを決めた全盛期のシーズンをもって、引退することとなった。
1993年のレシーブ回数、1994年のレシーブタッチダウン回数は、いずれもパッカーズのチーム記録であった。2020年にダバンテ・アダムスがシャープの記録に並ぶ18タッチダウン、新記録となる115回のレシーブをあげた。
引退後は、NFLネットワークの解説者に就任した。

## 成績
| 凡例 | 凡例      |
| ---- | --------- |
|      | リーグ1位 |
| 太字 | 自己最高  |

| 年   | チーム     | 先発 | レシービング | レシービング | レシービング | レシービング | レシービング | レシービング | ラッシング | ラッシング | ラッシング | ファンブル |
| 年   | チーム     | 先発 | Rec          | Yards        | Avg          | TD           | Long         | Y/G          | Att        | Yds        | TD         | ファンブル |
| ---- | ---------- | ---- | ------------ | ------------ | ------------ | ------------ | ------------ | ------------ | ---------- | ---------- | ---------- | ---------- |
| 1988 | パッカーズ | 16   | 55           | 791          | 14.4         | 1            | 51           | 49.4         | 4          | –2         | 0          | 3          |
| 1989 | パッカーズ | 16   | 90           | 1,423        | 15.8         | 12           | 79           | 88.9         | 2          | 25         | 0          | 1          |
| 1990 | パッカーズ | 16   | 67           | 1,105        | 16.5         | 6            | 76           | 69.1         | 2          | 14         | 0          | 0          |
| 1991 | パッカーズ | 16   | 69           | 961          | 13.9         | 4            | 58           | 60.1         | 4          | 4          | 0          | 1          |
| 1992 | パッカーズ | 16   | 108          | 1,461        | 13.5         | 13           | 76           | 91.3         | 4          | 8          | 0          | 2          |
| 1993 | パッカーズ | 16   | 112          | 1,274        | 11.4         | 11           | 54           | 79.6         | 4          | 8          | 0          | 1          |
| 1994 | パッカーズ | 16   | 94           | 1,119        | 11.9         | 18           | 49           | 69.9         | 3          | 15         | 0          | 1          |
| 通算 | 通算       | 112  | 595          | 8,134        | 13.7         | 65           | 79           | 72.6         | 23         | 72         | 0          | 9          |